# Lechytia chilensis
Lechytia chilensis är en spindeldjursart som beskrevs av Beier 1964. Lechytia chilensis ingår i släktet Lechytia och familjen Lechytiidae. Inga underarter finns listade i Catalogue of Life.